# Polindes

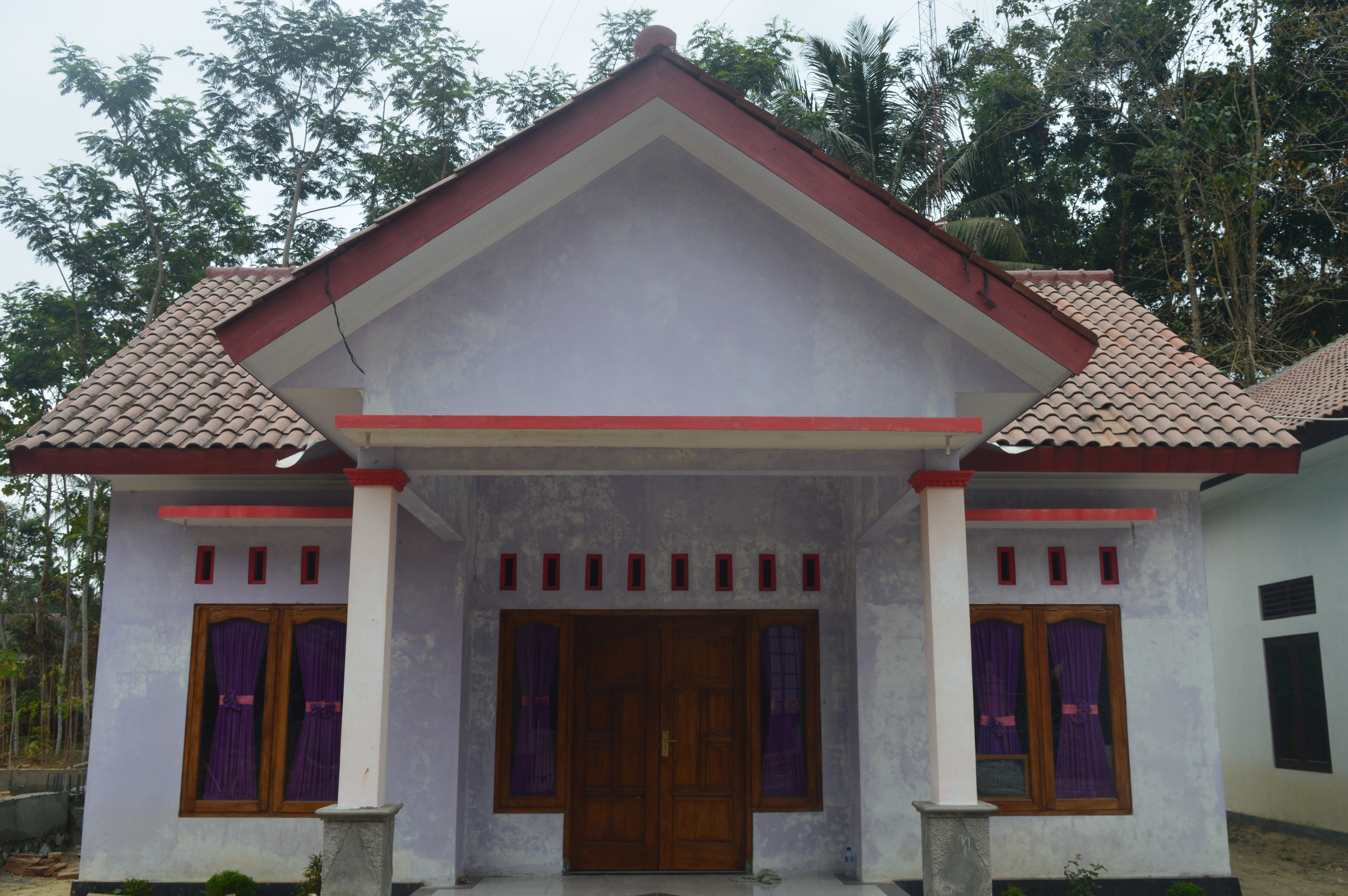
Ein Polindes

Ein Polindes ist ein kommunales Hebammenzentrum in Indonesien. Es ist die dritte Ebene im kommunalen Gesundheitswesen nach Puskesmas und Puskesmas Pembantu.

## Übersicht
Mit den Polindes werden die Dorfgemeinschaften an der Bereitstellung von Geburts- und Gesundheitsleistungen für Mutter und Kind, einschließlich Familienplanung, beteiligt. Diese Zentren werden in Dörfern eingerichtet, in denen bereits Hebammen leben und sollen die geographischen Lücken schließen, um auch auf dem Land eine sichere und saubere Geburtshilfe bieten zu können. Zudem werden im Polindes Frauen über Mutter- und Kind-Gesundheit aufgeklärt. Durch die lokalen Hebammen wird oft die soziokulturelle Kluft zwischen staatlichem Gesundheitspersonal und Dorfgemeinschaft überbrückt und die Akzeptanz erhöht. Wirtschaftliche Gründe für eine mangelnde Versorgung sollen wegfallen. Ziel ist die optimale Versorgung von Frauen und Neugeborenen, um die Säuglingssterblichkeit und die Zahl der Todesfälle von Frauen bei Geburten zu senken. Im Polindes wird über Kindergesundheit aufgeklärt und Impfaktionen durchgeführt. In jedem Zentrum existiert ein Funkgerät für Notfälle.
Die Polindes werden vom kommunalen Dienst vor Ort verwaltet. Die Dorfgemeinschaft setzt dann mit Hilfe der Polindes Gesundheitsprogramme um. Dabei ist man bei der Umsetzung stark von den örtlichen Hebammen abhängig, während andere Programme von Beamten der Puskesmas in die einzelnen Dörfer gebracht und vorgestellt werden. Am wichtigsten ist aber die Einbeziehung der Dukun, der traditionellen Geburtshelferinnen aus den Dorfgemeinschaften, die hier mit den Hebammen zusammenarbeiten. Polindes soll daher zur Verbesserung der Partnerschaft bei der Geburtshilfe beitragen. Posyandu (Pos Pelayanan Terpadu), das Programm zur Verbesserung der Gesundheit von Kindern, wird dabei in Polindes integriert.
Die Polindes sind technisch gesehen Erweiterungen der lokalen Puskesmas, welche die Leitung und Aufsicht über die Polindes in ihrem Distrikt haben. Räumlichkeiten, einschließlich eines Raums zur Entbindung und eines Zugangs zu sauberen Wasser, stellen die Dorfgemeinschaften, die Hilfsmittel werden von der Regierung gestellt. Wenn der Dorfgemeinschaft die Mittel fehlen, muss es sich bei dem Gebäude auch nicht um einen Neubau handeln. Es können auch Altbauten den Bedürfnissen für eine Polindes angepasst werden. Die Hebammen sind aber in ihrer Arbeit nicht auf die Polindes beschränkt. Wünscht eine Frau eine Hausentbindung, kann dies bei passenden Begebenheiten durchgeführt werden. Auch soll die Hebamme die Dukun bei ihrer Arbeit besuchen.